# Rhytidops chacoensis
Rhytidops chacoensis är en tvåvingeart som beskrevs av Lindner 1930. Rhytidops chacoensis ingår i släktet Rhytidops och familjen Ropalomeridae. Inga underarter finns listade i Catalogue of Life.